# 로저 세션스

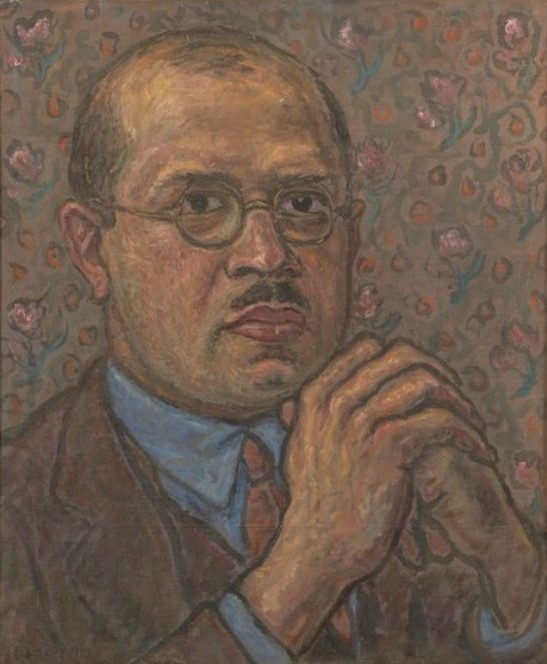

로저 헌팅턴 세션스(Roger Huntington Sessions, 1896년 12월 28일 – 1985년 3월 16일)는 미국의 작곡가, 교사 및 음악학자였다. 그는 처음에 신고전주의 양식으로 경력을 쌓기 시작했지만 점차 더 복잡한 화성과 후기낭만주의, 그리고 마침내 제2빈악파의 12음주의로 옮겨갔다. 쇤베르크와의 우정은 이것에 영향을 주었지만 그는 자유롭고 불협화음 방식으로 보조 파트를 구성하면서 멜로디 주제 자료를 제공하기 위해 음렬을 포함하는 독특한 스타일을 개발하도록 기술을 수정했다.
세션스는 뉴욕 브루클린 에서 미국 혁명으로 거슬러 올라가는 뿌리를 추적할 수 있는 가족 사이에서 태어났다. 그는 14세부터 하버드 대학교 에서 음악을 공부했다. 그곳에서 그는 Harvard Musical Review를 위해 글을 썼고 이후 편집했다. 18세에 졸업한 그는 스미스 칼리지에서 가르치기 전에 예일 대학교에서 공부했다. 대부분 1923년 클리블랜드에서 부분적으로 작곡된 연극 The Black Maskers에 부수 음악을 제외하고 그의 첫 번째 주요 작곡은 20대 중반과 30대 초반에 첫 아내와 함께 유럽을 여행하는 동안 나왔다. 
1933년 미국으로 돌아온 그는 1936년부터 프린스턴 대학교에서 처음 가르쳤고, 버클리 캘리포니아 대학교로 옮겨 1945년부터 1953년까지 가르쳤으며, 1965년 은퇴할 때까지 프린스턴으로 돌아왔다. 그는 1961년에 미국 예술 과학 아카데미의 연구원으로 선출되었다 그는 버클리의 블로흐 교수로 임명되었고(1966~67), 1968~69년에는 하버드 대학교에서 찰스 엘리엇 노튼 강의를 했다. 그는 1966년부터 1983년까지 줄리아드 스쿨에서 파트타임으로 계속 가르쳤다.

## 참고 자료
- Anon. (June 1977). “News Section”. 《Tempo》. New Series (121): 47–50. JSTOR 944497. (구독 필요)
- Davis, Peter G. (1982년 3월 8일). “Montezuma's Revenge”. 《New York》. 89–90쪽.
- Henahan, Donal (1982년 2월 21일). “Juilliard Gives Sessions Montezuma”. 《The New York Times》. 2011년 11월 30일에 확인함.
- Laufer, Edward C. (Autumn–Winter 1965). “Roger Sessions: Montezuma”. 《Perspectives of New Music》 4 (1): 95–108. doi:10.2307/832530. JSTOR 832530.
- Morgan, Robert P. (1991). 《Twentieth-Century Music》. New York: W. W. Norton.
- Olmstead, Andrea (September 1980). “Roger Sessions's 9th Symphony”. 《Tempo》. New Series (133/134): 79–81. ISSN 0040-2982. JSTOR 945459. (구독 필요)
- Olmstead, Andrea (2001). 〈Sessions, Roger (Huntington)〉.   Stanley Sadie; John Tyrrell. 《The New Grove Dictionary of Music and Musicians》 2판. London: Macmillan.
- Olmstead, Andrea (2008). 《Roger Sessions: A Biography》. New York: Routledge. ISBN 978-0-415-97713-5. ISBN 978-0-415-97714-2 (pbk.) ISBN 978-0-203-93147-9 (ebook)
- Prausnitz, Frederik (2002). 《Roger Sessions: How a "Difficult" Composer Got That Way》. Oxford and New York: Oxford University Press. ISBN 0-19-510892-2.